# IFAF Northern European Football League 2017
La IFAF Northern European Football League 2017 è la 1ª edizione dell'omonimo torneo europeo di football americano, organizzato dalla IFAF (sede di New York). Con i 5 team partecipanti la formula del campionato prevede due gironi territoriali.
Il torneo sostituisce la IFAF Europe Champions League, annullata per ritiro di tutti i partecipanti.

## Squadre partecipanti
| Club               | Città    | Stadio | Sponsor ufficiale |
| ------------------ | -------- | ------ | ----------------- |
| Carlstad Crusaders | Karlstad |        |                   |
| Copenhagen Towers  | Gentofte |        |                   |
| Helsinki Roosters  | Helsinki |        |                   |
| London Warriors    | Londra   |        |                   |
| Uppsala 86ers      | Uppsala  |        |                   |

## Stagione regolare

### Calendario

#### 1ª giornata
| Helsinki 1º aprile 2017, ore 12:30 | Helsinki Roosters | 41 – 27 referto | Uppsala 86ers | Velodromo di Helsinki |

| 1º aprile 2017, ore 13:00 | Copenhagen Towers | 8 – 25 | Carlstad Crusaders |  |

#### 2ª giornata
| 22 aprile 2017 | London Warriors | 29 – 26 (0-6 7-8 7-6 15-6) | Copenhagen Towers |  |

| Uppsala 23 aprile 2017, ore 14:00 | Uppsala 86ers | 30 – 48 (14-15 0-14 8-13 8-6) referto | Helsinki Roosters | Osterangens IP (256 spett.) |

#### 3ª giornata
| 6 maggio 2017, ore 13:00 | Carlstad Crusaders | 32 – 12 (12-0 0-6 6-6 14-0) | London Warriors | (1011 spett.) |

### Classifica
La classifica della regular season è la seguente:
- PCT = percentuale di vittorie, G = partite giocate, V = partite vinte, P = partite perse, PF = punti fatti, PS = punti subiti
- La qualificazione alle Final Four è indicata in verde

#### Classifica Girone Est
| Pos. | Squadra           | PCT   | G | V | P | PF | PS |
| ---- | ----------------- | ----- | - | - | - | -- | -- |
| 1    | Helsinki Roosters | 1.000 | 2 | 2 | 0 | 89 | 57 |
| 2    | Uppsala 86ers     | .000  | 2 | 0 | 2 | 57 | 89 |

#### Classifica Girone Ovest
| Pos. | Squadra            | PCT   | G | V | P | PF | PS |
| ---- | ------------------ | ----- | - | - | - | -- | -- |
| 1    | Carlstad Crusaders | 1.000 | 2 | 2 | 0 | 57 | 20 |
| 2    | London Warriors    | .500  | 2 | 1 | 1 | 41 | 58 |
| 3    | Copenhagen Towers  | .000  | 2 | 0 | 2 | 34 | 54 |

### Finale I IFAF Northern European Football League
| Karlstad 21 maggio 2017, ore 13:00 | Carlstad Crusaders | 15 – 21 (d.t.s.) (3-0 12-0 0-7 0-8 0-6) referto | Helsinki Roosters | Tingvalla IP (1087 spett.) |

## Verdetti
- Helsinki Roosters Vincitori della IFAF Northern European Football League 2017